# Monument a Josep Anselm Clavé
|  | Aquest article tracta sobre el monument a Barcelona. Vegeu-ne altres significats a «Monument a Josep Anselm Clavé (desambiguació)». |

El Monument a Josep Anselm Clavé està situat al passeig de Sant Joan, entre els carrers de Sant Antoni Marià Claret i la travessera de Gràcia al barri de Camp d'en Grassot i Gràcia Nova de Barcelona, i està catalogat com a bé cultural d'interès local.

## Història

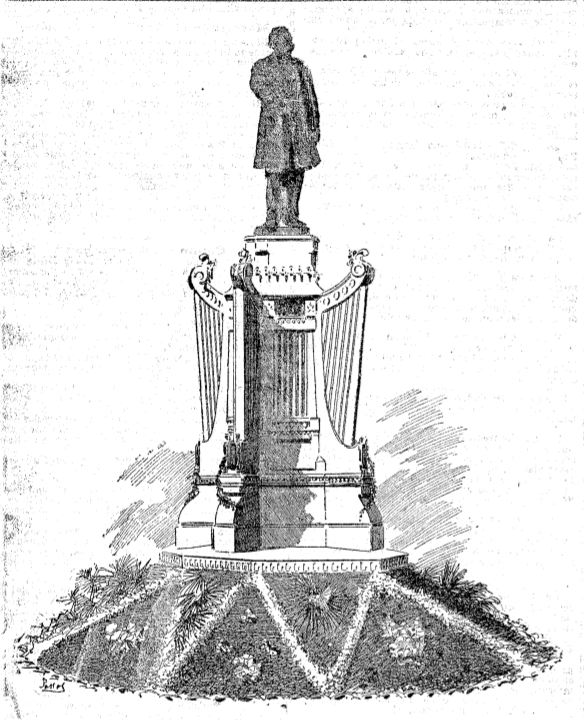
1888

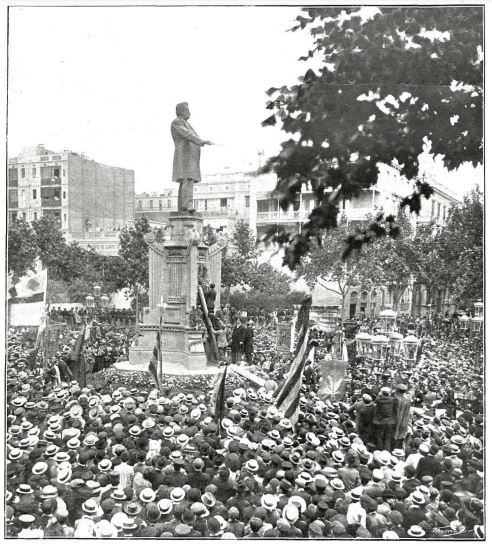
1907

Va ser projectat per l'arquitecte Josep Vilaseca i es va començar a construir el 1883 a la cruïlla de la Rambla de Catalunya i el carrer de València, però no va ser inaugurat fins al 24 de novembre del 1888. El 6 maig del 1956 va ser reinaugurat al seu emplaçament actual.

## Descripció
La figura de Clavé, obra de l'escultor barceloní Manuel Fuxà, està enlairada sobre un pedestal d'un 5 m d'altura, és de bronze i apareix dempeus, amb una batuta al seu braç dret, aixecat. L'eix de l'escultura, vertical, és molt rígid, i el cap es troba orientat cap a la mateixa direcció que la batuta.
El pedestal està formada per diferents trams o tambors. El primer, més ample, no compta amb elements decoratius. El segon, també molt regi, està coronat per una baixa decorada amb motius geomètrics bastits per punts. El tercer tambor, el més llarg, estret i complex, arriba fins als peus de l'escultura. En els trams més baixos hi ha quatre petits contraforts que en el seu desenvolupament vertical compten amb un petit pedestal coronat amb motius vegetals (probables corones de llorer). Entremig dels dos contraforts orientats cap a l'avinguda Diagonal s'hi pot llegir «Clavé», col·locat de manera excisa. Per sobre d'aquest tram n'hi ha un de més estret format per quatre arpes en la mateixa línia dels contraforts esmentats. A sobre, un petit tambor on s'hi assenta la pròpia escultura d'Anselm Clavé.